# Austalis copiosa
Austalis copiosa är en tvåvingeart som först beskrevs av Walker 1852.  Austalis copiosa ingår i släktet Austalis och familjen blomflugor. Inga underarter finns listade i Catalogue of Life.